# ورزشگاه کمپ دسپورتس

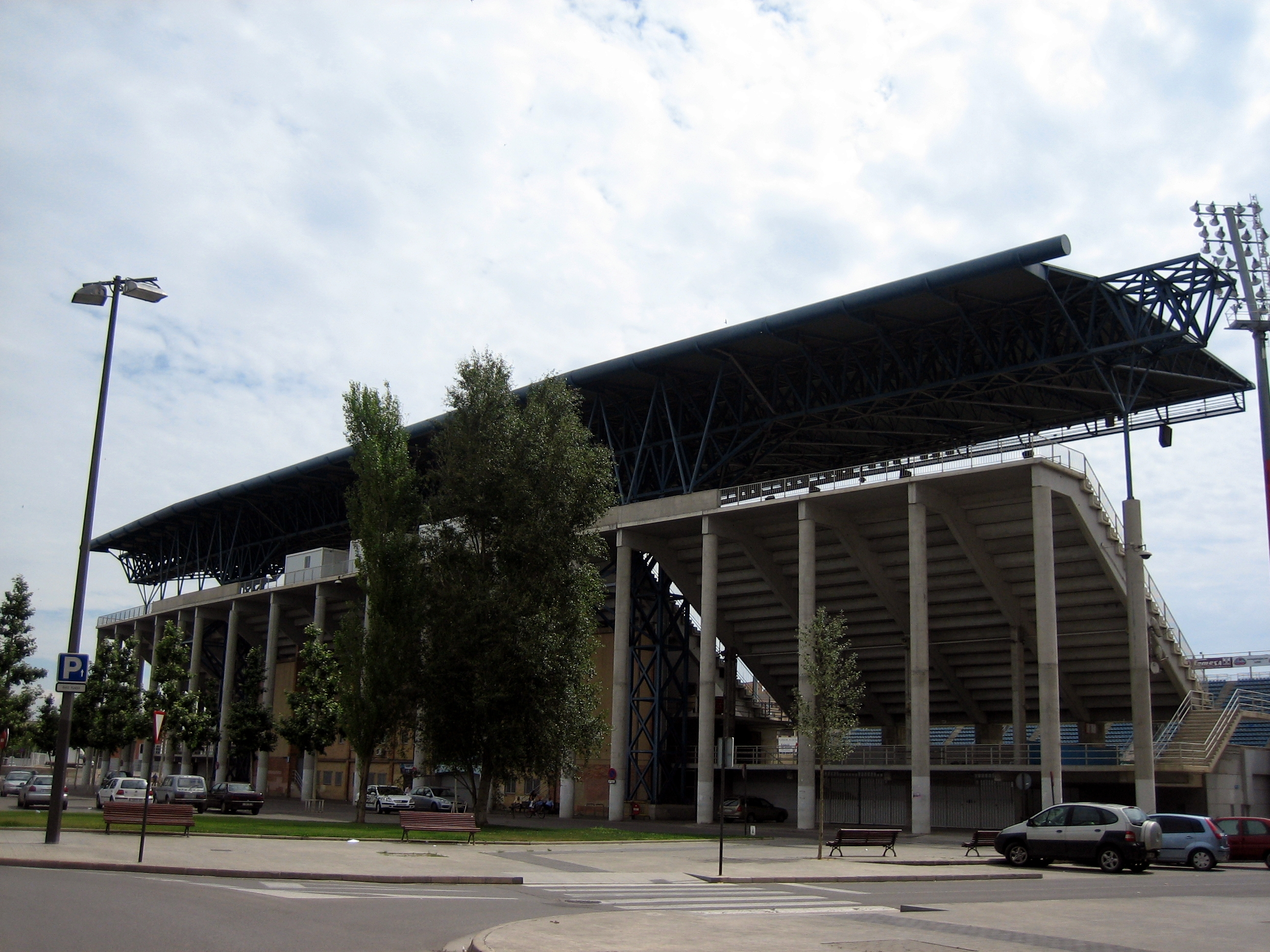
نمایی از ورزشگاه کمپ دسپورتس - ۲۰۱۰

ورزشگاه کمپ دسپورتس (به اسپانیایی: Estadio Camp d'Esports) با ظرفیت ۱۳٬۵۰۰ نفر یکی از ورزشگاه‌های فوتبال کشور اسپانیا است که در شهر لریدا ایالت کاتالونیا واقع شده‌است. این ورزشگاه در سال ۱۹۰۹ بازگشایی شد و در حال حاضر بازی‌های خانگی باشگاه فوتبال لریدا در آن برگزار می‌گردد.